# Steinbach (Canada)
Steinbach è una cittadina del Canada, situata nella provincia del Manitoba. Si trova a circa 70 km a sud-est di Winnipeg.

## Descrizione
Steinbach è la terza città del Manitoba (Canada), con una popolazione di 17 806 abitanti, e la più ampia comunità nella regione di Eastman. La città confina a nord, ovest e sud con la Municipalità rurale di Hanover, e con la Municipalità rurale di La Broquerie a est. Steinbach fu fondata dai parlanti plautdietsch Mennoniti, provenienti dall Impero russo nel 1874, i cui discendenti continuano ad avere ancor oggi una significativa presenza nella città. Steinbach si trova sul confine orientale delle praterie canadesi, mentre la foresta provinciale di Sandiland si trova a breve distanza ad est della città.
L'economia di Steinbach è stata tradizionalmente focalizzata sull' agricoltura; come centro dell'economia regionale del sudest del Manitoba, Steinbach ha oggi una popolazione di circa 50 000 abitanti e una significativa attività lavorativa nei servizi finanziari, industria manifatturiera, vendita di automobili, turismo e vendite al dettaglio. La città ha avuto una crescita demografica dell'11.1% tra gli anni 2016 e 2021 e ha ottenuto il riconoscimento nazionale come destinazione dell'immigrazione del Canada e un modello per l'integrazione degli immigranti nel Paese.

## Etimologia
Steinbach significa in tedesco "ruscello pietroso".
Il corso d'acqua pietroso di Steinbach fu drenato più volte dopo l'insediamento. I Tedeschi-Mennoniti denominarono la città Steinbach nel 1874, da un villaggio denominato anch'esso Steinbach nella colonia di Borosenko, in Ucraina.